# G 12
G 12 war ein Großes Torpedoboot der Kaiserlichen Marine. Das Boot gehörte zu einer sechs Einheiten umfassenden Bauserie, die im Etatjahr 1911 seitens des Reichsmarineamtes an die Germaniawerft in Kiel vergeben wurde. G 12 sank am 8. September 1915 nach einer Kollision mit dem Torpedoboot V 1 in der Nordsee.

## Geschichte

### Bau und Indienststellung
Die Germaniawerft in Kiel begann 1911 mit dem Bau der aus G 7 bis G 12 bestehenden Bootsserie. Das achte Boot mit der Baunummer 175, für das die Bezeichnung G 12 vorgesehen war, stand am 15. Juli 1912 zum Stapellauf bereit. Das Boot war bis zum Herbst des Jahres fertiggestellt und wurde von der Marine am 17. Oktober in den aktiven Dienst übernommen. Der Bau kostete rund 1.682.000 Mark.
Die Boote dieser Bauserie, die kleiner waren als ihre Vorgänger des Etatjahres 1910 (Serie V 186 bis V 191 sowie Serie  G 192 bis G 197), wurden aufgrund ihrer entsprechend schlechteren See-Eigenschaften als „Lans-Krüppel“ bezeichnet – dem seinerzeitigen Chef der Torpedo-Inspektion und Verantwortlichen Wilhelm von Lans. Im Gegensatz zu den Vulcan- und Schichaubooten, waren die Germaniaboote jedoch nicht vorlastig, was deren Seefähigkeit zugutekam.

### Einsatzgeschichte
Das Boot bildete zusammen mit den Schwesterschiffen von der Germaniawerft die 10. Torpedoboots-Halbflottille, während aus den Vulcan-Booten des gleichen Etatjahres die 9. Torpedoboots-Halbflottille geformt wurde. Beide Halbflottillen bildeten wiederum die V. Torpedoboots-Flottille, in deren Rahmen G 12 als Führer-Boot agierte, d. h., es waren zusätzliche Leit- und Unterbringungsmöglichkeiten für den Flottillen-Stab vorhanden.
Zu Beginn des Ersten Weltkriegs stellten diese Boote die modernsten Torpedoträger der Kaiserlichen Marine dar, da die großen Boote ab V 25 erst ab Kriegsbeginn in Dienst gestellt wurden und sich noch im Probefahrtsverhältnis befanden.
Mit Kriegsbeginn wurde G 12 im Vorpostendienst in der Nordsee und als U-Boot-Sicherung bei Vorstößen der schweren Einheiten der Hochseeflotte eingesetzt. Hierbei war das Boot u. a. 1914 in die Seeschlacht bei Helgoland und 1915 in das Gefecht auf der Doggerbank involviert – wobei es jeweils als Teil der Sicherungsstreitkräfte fungierte. Desgleichen kam es im Spätsommer 1915 beim Vorstoß in die Rigaer Bucht zur Sicherung schwerer Einheiten zum Einsatz.

### Verlust
Während eines  Aufklärungsvorstoß in die Deutsche Bucht am 7. September 1915 rammte es infolge Ruderversagens am Morgen des Folgetags in der Nähe von Horns Rev das Torpedoboot V 1 so unglücklich, dass es zur Detonation des Steuerbord vorderen Torpedos auf G 12 mit anschließender Explosion des Öl-Kessels kam. Auf V 1 wurde das komplette Vorschiff abgerissen, wobei 33 Personen starben. Das havarierte Boot wurde durch V 6 und G 10 unterfangen und eingebracht. Auf G 12 kamen insgesamt 47 Mann, darunter der Kommandant, Kapitänleutnant Hans Loening (1882–1915) und der Flottillenchef Korvettenkapitän Bernd von dem Knesebeck (1876–1915), ums Leben. Das Boot sank um 06.00 Uhr früh auf 55° 25′ N, 7° 28′ O.